# Антипатр (правитель Малой Армении)
Антипатр (др.-греч. Αντίπατρος) — правитель Малой Армении во II веке до н. э.

## Биография
Возможно, что именно Антипатр предоставил убежище юному Митридату Евпатору, вынужденному после смерти отца на несколько лет покинуть родину. Впоследствии Антипатр, по всей видимости, не имеющий сыновей, передал своё царство Митридату.
По замечанию Сапрыкина С. Ю., имя отца Антипатра Сисин, имевшее иранское происхождение, было особенно распространено в Каппадокии. Правители Малой Армении могли возводить свой род к Ахеменидам и Отанидам, а их родственные связи с понтийскими Митридатидами позволяли юридически оформить передачу последним страну, что и произошло при Антипатре либо путем усыновления Евпатора либо через составление завещания.
В результате, как констатировал Молев Е. А., страна сохраняла особое положение в составе державы Евпатора на протяжении всего времени его правления. Если другими присоединёнными территориями управляли наместники, то Малой Арменией владел сын Митридата Аркафий. Перед началом войн с Римом в Малой Армении были построены многочисленные крепости, а местные уроженцы приняли активное участие в походах понтийского царя.
Исследователи по-разному оценивают дату вхождения Малой Армении в состав Понта. Нередко называется 112 год до н. э. По оценке Сапрыкина С. Ю., это могло произойти около 101 года до н. э.